# Bradycellus badipennis
Bradycellus badipennis är en skalbaggsart som beskrevs av Halderman. Bradycellus badipennis ingår i släktet Bradycellus och familjen jordlöpare. Inga underarter finns listade i Catalogue of Life.